# 상록도서관
상록도서관은 광주광역시 서구에 있는 도서관이다.

## 연혁
- 2015년 3월 31일 개관.